# علی‌آباد دمق
علی‌آباد دمق، شهری در بخش جوکار شهرستان ملایر در استان همدان ایران است.
این روستا در تاریخ ۱۶ خرداد ۱۴۰۳ به شهر تبدیل شد.

## مردم
مردم این شهر به زبان لری گویش ملایری لهجه علی آبادی سخن می گویند.اقلیت از مردم هم لر زبان هستند.

## جمعیت
بر پایه سرشماری عمومی نفوس و مسکن در سال ۱۳۹۵، جمعیت شهر علی‌آباد دمق برابر با ۳٬۷۰۷ نفر (۱٬۲۵۹ خانوار) بوده است.